# Владари Арагона
Ово је листа свих владара Арагона, до уједињења са Кастиљом, браком католичких краљева, Фернанда II од Арагона и Изабеле I од Кастиље. Краљевина Арагон обухватала је данашњу аутономну заједницу Арагон. Арагонски краљеви из барселонске династије такође су владали Каталонијом (која је тада укључивала и Русињон, који данас припада Француској, Краљевином Валенсијом, Краљевином Мајорком, Краљевином Сицилијом, Сардинијом и неким деловима данашње трериторије јужне Француске укључујући и град Монпеље. Ове територије су биле обухваћене једним заједничким називом — Круна Арагона, за разлику од Краљевине Арагон, која се односила само на сам данашњи Арагон.
На почетку деветог века, настаје грофовија Арагон од Хиспанске марке.

## Први грофови
- ???–809: Ауреолус
- 809–820: Азнар I Галиндез (остварује независност грофовије од франачке власти)
- 820–833: Гарсија I Галиндез, гроф од Памплоне (оженио се Матроном, кћерком Азнара I)
- 833–844: Галиндо Гарсес, син Гарсије I
- 844–867: Галиндо I Азнарес, син Азнара I
- 867–893: Азнар II Галиндез, син Галинда I
- 893–922: Галиндо II Азнарес, син Азнара II
- 922–943: Андрегота Галиндез (удата за Гарсију Санчеза од Наваре)

Године 943. титула грофа од Арагона прелази на краљеве Наваре.

## Династија Наваре или династија Хименез
- 925–970 Гарсија Санчез I од Наваре
- 970–994 Санчо Гарсес II од Наваре, такође познат и као Санчо II Гарсес Абарка
- 994–1000 Гарсија Санчез II од Наваре, Дрхтави
- 1000–1035 Санчо Гарсес III од Наваре, Старији

Године 1035. настаје Краљевина Арагон након што је Рамиро, син Санча Гарсеса, уједињује грофовије Арагон, Собрарбе и Рибагорза и постаје Рамиро I од Арагона.

## Краљеви Арагона и Наваре
- 1035–1063 Рамиро I од Арагона
- 1063–1094 Санчо I Рамирез (Санчо V од Наваре 1076-1094)
- 1094–1101 Педро I од Арагона (Краљ Наваре 1094-1104)
- 1104–1134 Алфонсо I од Арагона Борац (Краљ Наваре 1104-1134)
- 1134–1137 Рамиро II од Арагона, Монах
- 1137–1162 Петронила од Арагона (удала се за грофа од Барселоне, Рамона Беренгера IV Свеца, чиме долази до уједињења грофовије од Барселоне и Арагонске круне)

## Династија Барселоне
- 1162–1196 Алфонсо II од Арагона (гроф Алфонсо I од Барселоне), Честити
- 1196–1213 Пере II од Арагона (гроф Пере I од Барселоне) Католички, први арагонски краљ који је крунисан
- 1213–1276 Ђауме I од Арагона, Освајач, оставио Краљевину Мајорку свом сину Ђаумеу II
- 1276–1285 Пере III од Арагона Велики, (Пере I од Валенсије, Пере II од Барселоне) оставио Сицилију свом сину Ђаумеу II
- 1285–1291 Алфонсо III од Арагона (Алфонсо I од Валенсије, Алфонсо II од Барселоне) Либерални
- 1291–1327 Ђауме II од Арагона, Праведни
- 1327–1336 Алфонсо IV од Арагона, Доброћудни (Алфонсо II од Валенсије, Алфонсо III од Барселоне)
- 1336–1387 Пере IV од Арагона, Свечани (Пере II од Валенсије, Пере III од Барселоне), 1380. оставља краљевину Сицилију Мартину I
- 1387–1396 Ђоан I од Арагона, Ловац
- 1396–1410 Мартин I од Арагона, Хуманиста, последњи директни потомак Вилфреда I Длакавог, првог грофа од Барселоне. Умро је не оставивши за собом наследника. Како је било више претендената који су разним крвним везама полагали право на престо, наследник је био одређен Споразумом из Каспе.

## Династија Трастамара
- 1412–1416 Фернандо I од Арагона, такође познат и као Фернандо од Антекере
- 1416–1458 Алфонсо V од Арагона или Великодушни (Алфонсо III од Валенсије, Алфонсо IV од Барселоне, Алфонсо I од Мајорке, Алфонсо I од Сицилије, Алфонсо II од Сардиније, Алфонсо I од Напуља)
- 1458–1479 Хуан II од Арагона, (Хуан II од Наваре 1425-1479), оставља Навару својој кћерки Леонор
- 1479–1516 Фернандо II од Арагона, Католички (Фернандо од Сицилије, Фернандо III од Напуља)